# John Adams (Komponist)

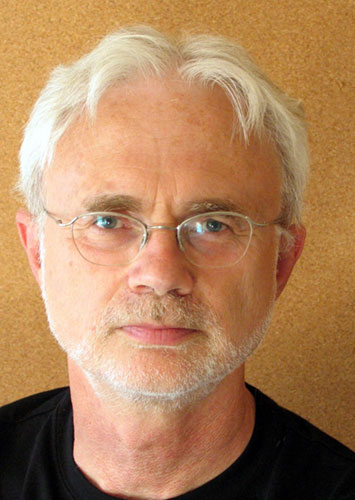
John Adams (2008)

John Coolidge Adams (* 15. Februar 1947 in Worcester, Massachusetts) ist ein US-amerikanischer Komponist. Er wird zusammen mit Steve Reich, Philip Glass und Terry Riley zu den bekanntesten Vertretern der Minimal Music gezählt, eines musikalischen Stils, der auf sich wiederholenden harmonischen und/oder rhythmischen Mustern aufbaut. Adams selbst ordnet seine Kompositionen seit den 1990er Jahren dem Post-Minimalismus zu.

## Leben
Adams lernte Klarinette bei seinem Vater und spielte in Marschkapellen und kleineren Orchestern. Seine früheste musikalische Erfahrung war eine Aufführung von Ralph Vaughan Williams Fantasia nach Themen von Thomas Tallis, die ihn nach eigener Aussage „lebenslang prägte“. Mit zehn Jahren begann er zu komponieren, und schon als Jugendlicher hörte er die erste orchestrale Aufführung eines seiner Werke. Adams studierte an der Harvard University, wo er von Leon Kirchner unterrichtet wurde. Als Student spielte er gelegentlich im Boston Symphony Orchestra und dirigierte das Harvard University Bach Society Orchestra. 1970 erhielt er einen BMI Student Composer Award. Nach Abschluss seines Studiums zog er 1971 nach San Francisco, wo er seitdem lebt. 1997 wurde er in die American Academy of Arts and Sciences gewählt.
Adams unterrichtete zehn Jahre am San Francisco Conservatory of Music, bevor er von 1982 bis 1985 Hauskomponist der San Francisco Symphony wurde und für dessen Dirigent Edo de Waart die erfolgreiche und kontroverse Konzertreihe Neue und Ungewöhnliche Musik entwickelte. Eine Reihe von Adams’ Orchesterstücken sind speziell für die San Francisco Symphony geschrieben, darunter Harmonium (1981), Grand Pianola Music (1982), Harmonielehre (1985) und El Dorado (1992).

## Werk
Adams errang mit den Klavierwerken Phrygian Gates und China Gates erste Aufmerksamkeit, seinen ersten Welterfolg hatte er mit dem Orchesterwerk Shaker Loops. 1985 begann seine Zusammenarbeit mit der Textdichterin Alice Goodman und dem Regisseur Peter Sellars. Das Ergebnis waren zwei so erfolgreiche wie umstrittene Opern: Nixon in China über Richard Nixons Besuch in China 1972 (Grammy 1989 für die beste zeitgenössische klassische Komposition) und The Death of Klinghoffer über die Entführung des Kreuzfahrtschiffs Achille Lauro durch palästinensische Terroristen.
Seine Werke gelten als moderne Klassiker der Minimal Music. Nach einer Erhebung stammt fast jede zehnte zeitgenössische Aufführung in den USA  aus seiner Feder. In Europa hingegen galt nach Meinung von Beobachtern mit Steve Reichs Video-Oper The Cave um die Jahrtausendwende das Ende der Minimal Music gekommen. Seit Mitte der 2010er Jahre ist eine Renaissance der Aufführungspraxis von Adams-Werken in Europa festzustellen.
Eine Filmversion von The Death of Klinghoffer wurde 2003 von Penny Woolcock für Channel Four eingerichtet. Der Film gewann eine Reihe internationaler Fernsehpreise, darunter den Prix Italia. Adams’ Oper versucht Verständnis für alle Beteiligten zu entwickeln; jüdische und arabische Interessenverbände warfen Adams Parteinahme für die jeweils andere Seite vor. Das Werk wurde wegen der Kontroversen mehrere Jahre in den USA nicht mehr aufgeführt. Erst 2011 wagte das Opernhaus von Saint Louis  eine Neuproduktion. Es folgten 2014 Long Beach und die Metropolitan Opera New York, wo eine Koproduktion mit der English National Opera London heraus kam. Intendant Peter Gelb entschied jedoch nach massiven Protesten, nicht, wie geplant, eine Aufführung weltweit in Kinos zu übertragen.
Es folgten drei weitere Bühnenprojekte mit Sellars: Das „Songplay“ I Was Looking at the Ceiling and Then I Saw the Sky über das 1994er Erdbeben in der Gegend um Los Angeles, El Niño, eine vielsprachige Wiedergabe der Weihnachtshistorie, komponiert zur Feier des Jahrtausendwechsels, und Doctor Atomic über J. Robert Oppenheimer und die Entwicklung der ersten Atombombe. Adams’ bisher letzte Oper, A Flowering Tree, eine Auftragsarbeit zu Mozarts 250. Geburtstag, lehnt sich an dessen Oper Die Zauberflöte an, basiert jedoch im Wesentlichen auf einer südindischen Sage.
Adams schrieb bisher zwei Filmmusiken: Matter of Heart zu einem Dokumentarfilm über C. G. Jung und zu An American Tapestry, einem Spielfilm von Gregory Nava über illegale Einwanderer in den USA. Die Musik zu dem Spielfilm I Am Love von Luca Guadagnino mit Tilda Swinton in der Hauptrolle stammt ausschließlich von John Adams, wurde aber nicht eigens für den Film komponiert, es sind Stücke aus der Zeit von 1978 bis 1996.
John Adams arbeitete auch mit dem Kronos Quartet.
2002 komponierte Adams On the Transmigration of Souls für die New Yorker Philharmoniker, ein Orchesterwerk aus Anlass des ersten Jahrestages der Anschläge vom 11. September 2001. Für dieses Werk wurde Adams mit dem Pulitzer-Preis für Musik und drei Grammies auf einmal ausgezeichnet, für die beste Aufnahme klassischer Musik, die beste Orchesteraufnahme und die beste zeitgenössische klassische Komposition.
2017 ließ er sich von den Briefen der Louise Clappe aus den Jahren 1851/52 zur Oper Girls of the Golden West inspirieren (Textbuch Peter Sellars). Clappe verbrachte während des Goldrauschs in Kalifornien eineinhalb Jahre unter Minenarbeitern und veröffentlichte ihre Briefe unter dem Namen Dame Shirley. Die Oper wurde am 21. November 2017 in San Francisco uraufgeführt.
Im März 2019 wurde sein drittes Klavierkonzert Must the Devil Have All the Good Tunes? in der Walt Disney Concert Hall von Yuja Wang und den Los Angeles Philharmonic unter der Leitung von Gustavo Dudamel uraufgeführt.

## Kompositionsstil und ästhetischer Ansatz
Adams begann als Minimalist im Sinne von Philip Glass und Steve Reich, verbindet jedoch in seinen späteren in den Post-Minimalismus führenden Werken die rhythmische Energie des Minimalismus mit einer reichen harmonischen Palette und großer orchestraler Imagination, die Einflüsse der Spätromantik verrät. Seiner eigenen Kategorisierung zufolge lasse sich das Violinkonzert von 1993 klar einer „post-minimalistischen Epoche“ zuordnen. Aber schon „Phrygian Gates“ (1977) und „Shaker Loops“ (1978) hätten an seinen Bindungen zum Minimalismus „geknabbert“. Diese Entwicklung bestätigte er 2017 in einem Interview: „Minimalismus ist eine sehr reine und rigorose musikalische Sprache, ganz ähnlich wie minimalistische Plastik und Malerei. Von Anfang an habe ich einen viel stärkeren Impuls zu dramatischer Überraschung empfunden. Ich liebe zwar vieles am Minimalismus, aber ich hatte das Gefühl, dass er emotional ein wenig zu einfarbig war. Mit meiner eigenen Musik wollte ich eine Sprache schaffen, die zu fluiderem emotionalen Leben fähig war... und im Laufe der Jahre habe ich versucht, eine vielfältigere harmonische Sprache zu entwickeln.“ Adams verarbeitet ein weites Spektrum musikhistorischer Einflüsse (sowohl von E- als auch U-Musik) in seinen Werken, verlässt jedoch nie die tonale Basis und verliert nie die kunstvoll zugespitzten Spannungsbögen seiner Werke aus den Augen.
Eine besondere Rolle in seiner Auseinandersetzung mit dem Werk anderer Komponisten spielt Charles Ives, dem Adams bisher zwei Kompositionen widmete: das Orchesterwerk My Father Knew Charles Ives, in dem der Komponist Erinnerungen an seine Kindheit verarbeitet, und ein Orchester-Arrangement von Ives-Songs. Eros Piano ist die komponierte Antwort auf Toru Takemitsus Stück riverrun, A Flowering Tree variiert Mozarts Zauberflöte, Harmonielehre und Chamber Symphony setzen sich mit Arnold-Schönberg-Kompositionen auseinander und verbinden sie im Fall der Kammersinfonie mit Trickfilmmusik. Slonimsky’s Earbox basiert auf den ersten Takten von Igor Strawinskys Le Chant de Rossignol. Sechsmal hat Adams Werke anderer Komponisten neu arrangiert, neben Songs von Ives Kompositionen von Ferruccio Busoni, Claude Debussy, Franz Liszt und Astor Piazzolla.
Adams greift immer wieder aktuelle und zeithistorische Ereignisse als Inspiration für seine Musik auf, auf den ersten Blick „unpassende“ Sujets für klassische Musik, die oft zu politischen Kontroversen führten (den Staatsbesuch Nixons in China, die Entführung eines Kreuzfahrtschiffes durch Terroristen, ein Erdbeben, die Entwicklung der ersten Atombombe, Terroranschläge, den Amerikanischen Bürgerkrieg und illegale Immigration).
Adams greift für seine Werke oft direkte Anregungen aus Philosophie, Literatur und Religion auf. Religion ist ein Thema in seinem Welterfolg Shaker Loops, der die ekstatischen Tänze der amerikanischen Shaker-Gemeinde evoziert. El Niño ist eine Neufassung der Weihnachtshistorie, Christian Zeal & Activity setzt sich schon im Titel mit dem Christentum auseinander. Bei The Dharma at Big Sur kommen die Anregungen von den Werken Jack Kerouacs und Henry Millers, bei Harmonium sind die Gedichte Wallace Stevens’ die Grundlage. Naive and Sentimental Music ist eine in Musik gefasste Auseinandersetzung mit Friedrich Schillers Unterscheidung zwischen naiver und sentimentalischer Dichtung, The Wound Dresser eine Vertonung von Versen Walt Whitmans über die Schrecken des Amerikanischen Bürgerkrieges. Den Titel von American Berserk lieh sich Adams von Philip Roth.
2022 erschien die umfangreiche Edition John Adams Collected Works, die Aufnahmen aus vier Jahrzehnten umfasst; darunter 42 Ersteinspielungen, 31 Solo-Alben und 6 Opernproduktionen.

## Auszeichnungen
Für 2018 wurde Adams der BBVA Foundation Frontiers of Knowledge Award, für 2019 der Erasmuspreis zugesprochen. 2021 erhielt er den mit 25.000 Euro dotierten Glashütte Original MusikFestspielPreis der Dresdner Musikfestspiele, da er laut der Jury mit „seiner Musik Generationen von Komponisten, Musikern und Zuhörern inspiriert“ hat.

## Werke (Auswahl)
- 1973: Christian Zeal & Activity (für Orchester)
- 1977: China Gates (für Klavier)
- 1977: Phrygian Gates (für Klavier)
- 1978: Shaker Loops (Fassung für Streichseptett)
- 1980: Common Tones in Simple Time (für Orchester)
- 1981: Harmonium (für Chor und großes Orchester)
- 1982: Grand Pianola Music (für 2 Klaviere, 3 weibliche Stimmen, Bläserensemble und Percussion)
- 1983: Shaker Loops (Fassung für Streichorchester)
- 1985: Harmonielehre (für Orchester)
- 1986: The Chairman Dances (für Orchester)
- 1986: Short Ride in a Fast Machine (für Orchester)
- 1987: Nixon in China (Oper)
- 1988: Fearful Symmetries (für Orchester)
- 1989: The Wound Dresser (für Bariton und Orchester)
- 1991: The Death of Klinghoffer (Oper)
- 1993: Chamber Symphony
- 1993: Hoodoo Zephyr (für Synthesizer)
- 1993: Violin Concerto
- 1994: John's Book of Alleged Dances (für Streichquartett und Tonbandzuspielung)
- 1995: I Was Looking at the Ceiling and Then I Saw the Sky (Songplay in 2 Akten)
- 1995: Lollapalooza (für Orchester)
- 1995: Road Movies (für Violine und Klavier)
- 1996: Century Rolls (Klavierkonzert)
- 1996: Gnarly Buttons (für Klarinette und Kammerensemble)
- 1999: Naive and Sentimental Music (für Orchester, u. a. mit E-Gitarren-Solo)
- 2000: El Niño (Multimedia-Oper)
- 2002: American Berserk (für Klavier)
- 2002: On the Transmigration of Souls (für Chor, Stimmen, Orchester und Zuspielung; zum Gedenken an die Opfer des 11. September 2001)
- 2003: My Father Knew Charles Ives (für Orchester)
- 2003: The Dharma at Big Sur (Konzert für elektrische Violine)
- 2005: Doctor Atomic (Oper)
- 2006: A Flowering Tree (Oper)
- 2007: Doctor Atomic Symphony
- 2008: Hallelujah Junction – Composing an American Life (Autobiographie)
- 2010: Absolute Jest (für Streichquartett und Orchester)
- 2012: The Gospel According to the Other Mary (Oratorium)
- 2017: Girls of the Golden West (Oper)
- 2019: Must the Devil Have All the Good Tunes?